# Severin Freund
Severin Freund (* 11. května 1988 Freyung) je německý reprezentant, olympijský vítěz a dvojnásobný mistr světa ve skocích na lyžích a mistr světa v klasickém lyžování.
Závodí za klub WSV DJK Rastbüchl, jeho osobním trenérem je Werner Schuster. Jeho osobním maximem je z roku 2015 skok dlouhý 245 metrů. První závod světového poháru vyhrál 15. ledna 2011 v japonském Sapporu. Je rovněž juniorským mistrem světa z roku 2008.